# Tom Rapoport
Tom Abraham Rapoport (Cincinnati, 17 de junho de 1947) é um biologista celular teuto-estadunidense que estudou o transporte de proteínas celulares. Viveu durante sua juventude na República Democrática Alemã, onde foi membro do Partido Socialista Unificado da Alemanha. Após as Revoluções de 1989 perdeu seu posto na Academia de Ciências de Berlim, quando a instituição foi extinta devido a seu nebuloso histórico. Foi assim compelido a imigrar para os Estados Unidos em 1995.

## Publicações selecionadas
- Voeltz, GK; Prinz WA; Shibata Y; Rist JM; Rapoport TA (10 de fevereiro de 2006). «A class of membrane proteins shaping the tubular endoplasmic reticulum». Cell. 124 (3): 573–586. PMID 16469703. doi:10.1016/j.cell.2005.11.047
- Ye, Y; Shibata Y; Yun C; Ron D; Rapoport TA (24 de junho de 2004). «A membrane protein complex mediates retro-translocation from the ER lumen into the cytosol». Nature. 429 (6994): 841–847. PMID 15215856. doi:10.1038/nature02656
- Van den Berg, B; Clemons WM Jr, Collinson I, Modis Y, Hartmann E, Harrison SC, Rapoport TA (1 de janeiro de 2003). «X-ray structure of a protein-conducting channel». Nature. 427 (6969): 36–44. PMID 14661030. doi:10.1038/nature02218
- Görlich, D; Rapoport TA (19 de novembro de 1993). «Protein translocation into proteoliposomes reconstituted from purified components of the endoplasmic reticulum membrane». Cell. 75 (4): 615–630. PMID 8242738. doi:10.1016/0092-8674(93)90483-7
- Heinrich, R; Rapoport TA (15 de fevereiro de 1974). «A linear steady-state treatment of enzymatic chains. General properties, control and effector strength». Eur J Biochem. 42 (1): 89–95. PMID 4830198. doi:10.1111/j.1432-1033.1974.tb03318.x

## Condecorações
- 2004 Medalha Otto Warburg
- 2005 Medalha Max Delbrück[1]